# Commendatori
Commendatori is de zeventiende aflevering in de HBO-serie The Sopranos. Het verhaal werd geschreven door David Chase. De regie was in handen van Tim Van Patten.

## Gastrollen
- Sharon Angela als Rosalie Aprile
- Federico Castelluccio als Furio Giunta
- Toni Kalem als Angie Bonpensiero
- Louis Lombardi als Agent Skip Lipari
- Sofia Milos als Annalisa Zucca
- Maureen Van Zandt als Gabriella Dante

## Samenvatting
In de Bada Bing pogen Tony en zijn consorten een poging om een gekopieerde dvd-versie van The Godfather II te bekijken. Silvio citeert nog een paar zinsneden uit de film en vraagt de rest wat hun favoriete scène is. Als het niet lukt om de dvd op te zetten, mept Paulie de dvd-speler met zijn schoen kapot. Tony vertelt dat hij naar Napels vertrekt om aldaar Uncle Juniors autohandel met de Camorra over te nemen (auto’s worden in Amerika gestolen, verkocht aan de Italiaanse maffia die ze weer doorverkopen in Oost-Europa). Paulie en Christopher zullen meegaan met deze reis. Thuis is Carmela redelijk overstuur omdat zij niet mee mag naar Italië. Tony benadrukt dat de reis puur zakelijk is. 
Carmela Soprano, Rosalie Aprile, Gabriella Dante en Angie Bonpensiero zijn aan het lunchen in de Nuovo Vesuvio. Carmela vraagt Angie hoe het met Pussy gaat nu die weer thuis is. Angie baalt ervan dat hij weer thuis is. Sindsdien is ze alleen maar ziek en heeft zelfs een tumorscan ondergaan. Ze vertelt dat ze erover na heeft gedacht suïcide te plegen, maar toch maar heeft besloten een echtscheiding aan te vragen. Carmela herinnert Angie eraan wat voor een goede vader Pussy is en vraagt haar om bij hem te blijven omwille van de kinderen. 
Als Pussy thuiskomt heeft hij een bos bloemen meegenomen voor Angie, maar deze slaat ze kapot op zijn hoofd en rent naar boven. 
Tony, Christopher en Paulie zijn inmiddels in Napels gearriveerd en ontmoeten daar Furio Giunta wie hun gids en tolk zal zijn in de komende vier dagen. Christopher wil koste wat kost de Vesuvius bezoeken. Furio informeert de drie dat ze Uncle Juniors zakenrelatie Don Vittorio tijdens een diner zullen ontmoeten. Christopher gaat niet mee, omdat hij misselijk is van de drugs die hij ingenomen heeft. Tijdens het diner blijkt dat ze helemaal niet zaken met Don Vittorio kunnen doen. Ene Nino heeft het woord, maar Tony praat liever niet met hem. Als Don Vittorio dan tóch aanschuift (“aanrolt” is beter) wordt duidelijk dat de Don heden ten dage seniel is en incapabel om een “familie” te leiden. De Don is bezig om Tony zijn vocabulaire Engels op te dringen: hij noemt een aantal Amerikaanse wegen en bruggen. Gefrustreerd, omdat hij met Nino moet praten, en nu al helemaal niks meer kan regelen met de Don, krijgt Tony óok nog eens te horen dat de Dons schoonzoon Mario Zucca, - wie nu de leiding heeft -, een levenslange gevangenisstraf uitzit. Tot Tony’s grote verrassing blijkt Mario Zucca’s vrouw Annalisa Zucca, - de dochter van de Don -, nu de leider te zijn. Paulie, - die veel van de reis verwachtte en eindelijk naar zijn “roots” zou gaan -, is teleurgesteld over het eten (zeewier) wat hij voorgeschoteld krijgt. Hij vraagt om een bord macaroni met tomatensaus, wat enige achterdocht oproept bij de andere Italianen aan tafel. Als Paulie naar het toilet moet, maakt hij kennis met de typisch Napelse hygiëne; een afgeragd toilet, bidet, die in geen maanden zijn schoongemaakt. Eenmaal op straat wil hij terug naar het hotel om een grote beurt te doen, maar Tony ontbiedt hem dat omdat ze zijn uitgenodigd bij Annalisa Zucca. Dan klinken er schoten op straat en Don Vittorio wordt met rolstoel en al naar de grond gebracht, waarna lijfwachten om hem heen springen in een poging om zijn leven te sparen. Het blijkt echter dat een jongetje rotjes aan het afsteken was. Het jongetje wordt door Furio’s consorten in elkaar gemept, evenals de moeder van het jongetje. Tony en Paulie zijn geschokt over deze manier van handelen en proberen niks hiervan te laten blijken. Tony gaat de nacht logeren in het zwaarbewaakte huis van Annalisa. 
In New Jersey blijkt Pussy zich nog wel het minst druk te maken over zijn huwelijk. Hij zit erg in de maag over zijn samenwerking met de FBI. Pussy begint steeds wantrouwender te worden. Als hij in een speelgoedwinkel met FBI-agent Skip Lipardi overlegt, wordt hij gezien door een kennis van hem; Elvis-imitator Jimmy Bones. Pussy en Lipardi vertellen hem dat ze een cadeautje aan het kopen zijn voor een kind van Lipardi. Om zichzelf ervan te verzekeren dat Jimmy niks zal doorvertellen aan de DiMeo-familie bezoekt Pussy Jimmy thuis. Pussy slaat als Jimmy met de rug naar hem toe staat zijn hersenpan in met een hamer. 
De volgende dag is Paulie de stad ingegaan om te netwerken met de lokale bevolking. Onder het genot van een bakje koffie spreekt hij een groepje oudere mannen aan met “Commendatori”, een Italiaanse eretitel. De mannen kijken hem even raar aan en draaien zich weer op. Paulie is nog weer een illusie armer, de Italianen blijken toch niet zo gastvrij te zijn als hij dacht. 
Annalisa roept Tony bij haar om nog wat zaken te overleggen. Dit doen ze bijvoorbeeld onder een potje golf. Tijdens een strandwandeling vraagt Tony of hij Furio mee mag nemen naar New Jersey. Annalisa breekt hierop in woede uit. Furio is haar beste capo en tevens haar neef. Tijdens een bezoekje aan de Grot van de Sybille in Cumae komen ze uiteindelijk over de prijs van de auto’s een. Tony doet de prijs flink omlaag, maar Furio komt naar Amerika. De twee relaxen nogwat, waarbij een seksuele spanning overheerst. Tony vertelt haar echter dat een seksuele relatie met een zakenpartner is als "shit where he eats”.
We zien dat van Christophers plannen (bijvoorbeeld de Vesuvius bezoeken) niks is terechtgekomen. Hij heeft enkel vier dagen lang op de hotelkamer gelegen omringd door plaatselijke junks en prostituees onder invloed van drugs. Thuis haalt Pussy de drie reisgenoten op van Newark Airport. Christopher koopt nog snel wat taxfree kleding voor Adriana La Cerva in de weet dat hij in vier dagen geen cadeau voor haar heeft kunnen kopen. Paulie beschrijft de reis als “fabulous”, hoewel het duidelijk is dat hij meer van Italië had verwacht en blij is om weer terug te zijn in New Jersey.

## Eerste verschijningen
- Furio Giunta: een “made man” uit Napels wie onder Don Vittorio en Annalisa Zucca opereert. Hij wordt door Annalisa Zucca en Tony uitgewisseld naar Amerika.
- Annalisa Zucca: Hoofd van de familie in Napels.
- Angie Bonpensiero: Pussy’s vrouw.
- Gabriella Dante: Silvio’s vrouw.
- Don Zu Vittorio: seniele maffiabaas.

## Overleden
- Jimmy Bones: Elvis-imitator en maffiagerelateerd persoon. Hij zag Pussy met zijn FBI-contactpersoon en werd daarom door Pussy vermoord door herhaaldelijk op zijn hoofd te slaan met een hamer.

## Titelverklaring
- De titel van deze aflevering is het meervoud van “commendatore”, een woord uit het Napolitaans dialect dat een eretitel voorstelt in de Italiaanse cultuur. Tony, Paulie en Christopher worden met deze titel aangesproken bij hun aankomst in Napels. Paulie probeert hierop deze titel uit op zo ongeveer elk persoon die hij ontmoet in Napels, overigens zonder positieve reactie terug.

## Muziek
- Andrea Bocelli’s klassieker Con te partiro is in deze aflevering drie keer te horen. In zekere zin nemen Angie en Pussy Bonpensiero afscheid van elkaar. Ze stuimen op de onomkeerbare lot van Pussy af.
- Het nummer gespeeld tijdens de aftiteling is Piove van Jovanotti.
- Als Tony naar de villa van Annalisa Zucca wordt gereden, is het Napolitaanse lied Core 'N Grato te horen, echter zonder zang.

## Trivia
- David Chase is in deze aflevering te zien in een Italiaanse patisserie. Paulie spreekt hem dan aan met “commendatori”.
- Hoewel deze aflevering de vierde van het seizoen is, was het de negende aflevering die geproduceerd werd.
- De scène waarin Paulie lopende langs een rivier een gesprek probeert op te starten met de lokale bevolking (wederom door hen met “commendatori/commendatore” aan te spreken) stond niet in het script. Acteur Tony Sirico werd gefilmd toen hij de lokale bevolking aan het aanspreken was.
- In de scène waarin Tony met Annalisa op het strand wandelt, maakte acteur James Gandolfini een paar Italiaanse designschoenen van 500 dollar kapot.
- De laatste ontmoeting tussen Tony en Annalisa werd gefilmd in de archeologische ruïnes van Cumae, waaronder in de Grot van de Sybille.